# Mešita Balec
Mešita Balec je pojmenována po sousedství města Gnjilane v Kosovu, kde byla vybudována v roce 1905. V té době zde bylo pouze předměstí.
Mešita Balec je v rekonstrukci.
Nechal ji vybudovat Hysen Paša Milla jako svou nadaci. Minaret se datuje do let 1973–74, kdy byl renovován. U mešity se nenachází fontány, nedaleko je však pumpa.
Mešita byla v roce 2016 zdemolována pro rekonstrukci a na opravách se stále pracuje.